# Gurtlose
Mit Gurtlose bezeichnet man den losen oder nichtanliegenden Teil des Sicherheitsgurts von Kraftfahrzeugen am Körper. Die Gurtlose entsteht beim Dreipunkt-Automatikgurt systembedingt durch die Gurtdehnung, den Filmspuleneffekt des Aufrollmechanismus sowie durch weite Kleidung. Durch die Gurtlose, die 13 bis 15 cm betragen kann, verlagert sich die Position des Passagiers bei einem Unfall nach vorne („Out-of-Position-Risiko“) und führt dadurch zu höheren Verzögerungen und Verletzungen. Die Einführung eines Gurtstraffers reduziert die Gurtlose.